# 파르마 공작
파르마 공작(이탈리아어: duca di Parma)은 이탈리아에 있던 파르마 공국(1545 - 1802, 1814 -1860)의 공작이다.

## 파르네세가1545–1731
- 루이지 (1545–1547)
- 오타비오 (1547–1586)
- 알레산드로 (1586–1592)
- 라누치오 1세 (1592–1622)
- 오도아르도 (1622–1646)
- 라누치오 2세 (1646–1694)
- 프란체스코 (1694–1727)
- 안토니오 (1727–1731)

## 부르봉가1731-1735
- 카를로 1세(1731-1735)

## 합스부르크가1735–1748
- 신성 로마 제국의 카를 6세 (1735–1740)
- 오스트리아의 마리아 테레지아 (1740–1748)

## 보르보네파르마가1748–1803
- 필리포 1세(1748–1765)-스페인의 펠리페 5세의 7남(8번째 자녀).
- 페르디난도 1세(1765–1802)

## 프랑스의 점령 1802-1814
- 1802년, 나폴레옹 보나파르트의 이탈리아 점령으로 공국이 일시적으로 멸망한다. 이후 공국은 1814년에야 재건된다.
  - 조반니자코모레기스 디 캄바케레스
  - 카를로프란체스코 레브룬

## 합스부르크로트링겐가 1814–1847
- 마리 루이즈(1814 - 1847)

## 보르보네파르마가 1847–1860
- 카를로 2세(1847 – 1848)
- 카를로 3세(1848–1854)
- 로베르토 1세(1854–1860)